# Остролуцька Антоніна Михайлівна
Антоні́на Миха́йлівна Остролу́цька (нар. 1967, с Вишеньки (Бориспільський район), Київська область) — українська письменниця, член Національної спілки письменників України (2005).

## Біографія
Народилася 29 червня 1967 року в с. Вишеньки (Бориспільський район) на Київщині. Закінчила Київський технологічний інститут харчової промисловості за фахом інженер-технолог. Працювала старшим препаратором на кафедрі технології молока і молочних продуктів інституту, державним службовцем в Міністерстві вугільної промисловості та у Міністерстві палива і енергетики. У 2006—2009 роках — відповідальний секретар Київської обласної організації НСПУ. Нині — на творчій роботі.

## Літературна діяльність
Поетеса, прозаїк, публіцист.

Авторка різножанрових книг: «На Залинові дощ» (1999, новели), «Сфінкс у дзеркалі» (2002, поезії), «Український клуб», «Літні жарти» (2004, гумор), «Острів трьох вулканів» (2005, поезії), «Реакція срібного дзеркала» (2007, мініатюри), «Хмаринки-балеринки» (2009, вірші для дітей). 2017 року в журналі «Склянка часу» надрукована повість «Письменницькі хохми та забаганки» (№ 83) та збірку віршованого гумору «Телефонний довідник епітафій» (№ 84). У німецькому спецвиданні «Aus 20 Jahren Zeitglas» вміщено вірш «Я згадую слова, які в дитинстві чула» в німецькому перекладі.

## Відзнаки
Дипломантка Міжнародного конкурсу молодих українських літераторів «Гранослов» (1998), переможниця «Гранослова» (2000), призерка фестивалю «Просто так».